# Uruakan
Die Uruakan (Singular und Plural sind gleich) sind in der Armenischen Mythologie die Geister von Verstorbenen.
Uruakan gehören zwar zur Gruppe der „guten“ Devs, verbreiten aber dennoch Furcht und Schrecken, wenn sie  nachts mitsamt ihren Leichentüchern aus den Gräbern steigen.